# Apokalipsa Eliasza
Apokalipsa Eliasza – anonimowy apokryf, który autor opisuje jako objawiony przez anioła. Dziś są znane dwie wersje Apokalipsy: koptyjska (chrześcijańska, tylko fragmenty) i hebrajska (żydowska). Tytuł pochodzi od wzmianki w tekście o Eliaszu, chociaż nie ma żadnego innego powodu, aby przypuszczać, że to on jest autorem.

## Datowanie i pochodzenie
Apokalipsa Eliasza jest wymieniona m.in. w Liście Sześćdziesięciu Ksiąg, Stichometrii Nikifora, streszcza ją Pseudo-Atanazy, a w swoich listach Mechitar, Orygenes czy Ambrozjaster twierdzą, że Paweł w 1 Kor 2,9 cytuje Apokalipsę Eliasza:
Ani oko nie widziało, ani ucho nie słyszało, ani serce człowieka nie zdołało pojąć, jak wielkie rzeczy przygotował Bóg tym, którzy Go miłują.
Jeśli mieliby rację, oznaczałoby to, że Apokalipsa powstała przed św. Pawłem.
Epifaniusz twierdzi, że cytat z Ef 5,14 pochodzi z Apokalipsy Eliasza:
Zbudź się, o śpiący, i powstań z martwych, a zajaśnieje ci Chrystus.
Wersja żydowska Apokalipsy Eliasza została opublikowana przez Adolfa Jellinka i Mojżesza Buttenwiesera w 1897 roku. Theodor Zahn uważał, że Apokalipsa pochodzi z II w. n.e., ale inni uczeni odrzucają tak wczesną datę.
Zachowały się dwie wersje, ale uważa się, że pochodzą z tego samego oryginału, którego fragmenty mogłyby być podane przez Pawła. Wersja koptyjska została "schrystianizowana", a hebrajska – skrócona.

## Treść
Wersja koptyjska jest przeróbką z pięciu odrębnych, oryginalnych dzieł:
- traktatu o poście i modlitwie;
- "proroctw" dotyczących Asyryjczyków (wydarzenia opisane w "proroctwach" miały miejsce przed ich spisaniem). Nie stwierdzono z całą pewnością tożsamości królów wymienionych w tej sekcji;
- opis przyszłego nadejścia "syna bezprawia", które chrześcijanie odnieśli do Antychrysta. Postać ta jest opisana szczegółowo, wspomniane jest o niej, że ma brwi sięgające uszu, chude nogi, że jest młoda ale łysa (z wyjątkiem kępki siwych włosów);
- opis męczeństwa Eliasza, Henocha, Tabity i 60 mężczyzn;
- opis zniszczenia "syna bezprawia" po Sądzie Ostatecznym.